# Доля Салему (мінісеріал, 1979)
«До́ля Са́лему» (англ. Salem's Lot) — американський телевізійний мінісеріал 1979 року, знятий за однойменним романом Стівена Кінга. Стрічка об'єднує в собі такі жанри, як жахи, містика, трилер.

## Сюжет
Бен Меєрз, відомий письменник, повертається в рідне містечко Салем, яке він покинув багато років тому через містичні події, що сталися в його житті. В місті розташований старовинний особняк, про який ходять найрізноманітніші легенди. Ще хлопчиком, Бен з цікавості проник всередину і зустрів там того, хто решту життя не давав йому спокою — живого мерця. Тепер же герой має намір знову відвідати будинок, назавжди позбувшися дитячих страхів.
Проїжджаючи повз особняк, він зауважує, що у будинку з'явилися господарі. Це дуже дивно, адже навіть зовні будова наводить жах, хто ж міг спокуситися і купити його? З'ясовується, що його придбали антиквари Страйкер і Барлоу. Чоловіки здаються цілком нормальними та адекватними людьми, та не викликають ніяких підозр. Однак незабаром в Салемі починають безслідно зникати люди, а пізніше з'являтися в іншому образі — вампірів, спраглих свіжої крові. Меєрз зрозумів, що відбувається — будинок дійсно сповнений потойбічних істот, а його нові власники не такі вже й прості. Тільки чи встигне Бен знайти докази своїх припущень і пред'явити їх?

## У ролях
| Актор             | Роль            |
| ----------------- | --------------- |
| Девід Соул        | Бен Меєрс       |
| Джеймс Мейсон     | Річард Стрейкер |
| Ленс Кервін       | Марк Петрі      |
| Бонні Беделіа     | Сьюзен Нортон   |
| Лью Ейрс          | Джейсон Берк    |
| Джулі Кобб        | Бонні Сойєр     |
| Еліша Кук-молодша | Гордон Філліпс  |
| Джордж Дзундза    | Каллі Сойєр     |
| Ед Флендерс       | Білл Нортон     |
| Фред Віллард      | Ларрі Крокетт   |
| Бонні Бартлетт    | Енн Нортон      |
| Джефрі Льюїс      | Майк Раєрсон    |
| Барбара Бебкок    | Джун Петрі      |
| Реджі Налдер      | Курт Барлоу     |

## Нагороди та номінації
| Рік  | Премія                   | Категорія                                            | Номінант               | Результат |
| ---- | ------------------------ | ---------------------------------------------------- | ---------------------- | --------- |
| 1980 | Премія Едгара Алана По   | Найкращий телевізійний міні-серіал                   | Пол Монаш              | Номінація |
| 1980 | Прайм-тайм премія «Еммі» | Нагорода за видатні досягнення у графічному дизайні  | Джин Крафт             | Номінація |
| 1980 | Прайм-тайм премія «Еммі» | Нагорода за видатні досягнення в макіяжі             | Бен Лейн і Джек Г. Янг | Номінація |
| 1980 | Прайм-тайм премія «Еммі» | Нагорода за видатні досягнення у музичній композиції | Гаррі Сукмен           | Номінація |